# Схов
Схов, схованка — потайне місце, сховище для таємного зберігання чогось або перебування когось.
У розвідці — місце для обміну матеріалами та інформацією між агентами без вступу в особистий контакт.